# 芦北町立古石小学校熊ヶ倉分校
芦北町立古石小学校熊ヶ倉分校（あしきたちょうりつ ふるいししょうがっこうぐまがくらぶんこう）は、熊本県葦北郡芦北町にあった芦北町立古石小学校の分校。

## 沿革
- 1905年（明治38年） - 古石尋常小学校熊ヶ倉分教場創立。
- 1941年（昭和16年） - 古石国民学校熊ヶ倉分教場と改称。
- 1947年（昭和22年） - 湯浦村立古石小学校熊ヶ倉分校と改称。
- 1951年（昭和26年） - 湯浦町立古石小学校熊ヶ倉分校と改称。
- 1970年（昭和45年） - 芦北町立古石小学校熊ヶ倉分校と改称
- 2004年（平成16年）3月 - 芦北町立内野小学校へ統合